# Merindad de Montija
Merindad de Montija település Spanyolországban, Burgos tartományban. Merindad de Montija Valle de Mena, Junta de Traslaloma, Medina de Pomar, Villarcayo de Merindad de Castilla la Vieja, Merindad de Sotoscueva, Espinosa de los Monteros, Soba és Karrantza községekkel határos. Lakosainak száma 736 fő (2024).

## Népesség
A település népessége az utóbbi években az alábbiak szerint változott:
| Lakosok száma | 933  | 868  | 843  | 853  | 840  | 822  | 780  | 725  | 730  | 736  |
|               | 2001 | 2004 | 2006 | 2009 | 2011 | 2014 | 2016 | 2019 | 2021 | 2024 |